# Francisco Elías Riquelme
Francisco Elías Riquelme (Huelva, 26 de junio de 1890 - Barcelona, 8 de junio de 1977) fue un productor y director español de cine.

## Biografía
Nació en Huelva el 26 de junio de 1890. Rodó la primera película sonora del cine español, El misterio de la Puerta del Sol 1929, que tuvo un coste de 18.000 pesetas.
Trabaja en París como redactor e impresor de intertítulos de películas mudas. Más tarde se instala en Barcelona; rueda su primer largometraje en 1914, Los oficios de Rafael Arcos. Durante la I Guerra Mundial viaja a Estados Unidos, donde crea la Elías Press Inc. para realizar intertítulos. Con el fin del cine mudo acaba su empresa y decide regresar a España, para debutar como realizador con la muda El fabricante de suicidios 1928, Chicas de cabaret (1929) y la ya sonora El misterio de la Puerta del Sol.
El fracaso de sus filmes le obliga a regresar a París, donde rueda tres filmes para productoras francesas. De nuevo en su país, participa en los estudios Orphea de Barcelona, los primeros para el rodaje de películas sonoras que se construyen en España. Realiza filmes como Pax (1932), Rataplán (1935) y María de la O (1936). Durante la Guerra Civil es el encargado de cinematografía en la Generalitat y rueda Bohemios (1937) y ¡No quiero, no quiero! (1938). Tras la guerra se exilia en México, donde rueda ocho largometrajes.
En 1953 vuelve a España para producir y dirigir Marta (1955), cuyo fracaso le hace apartarse por completo de la dirección, y años después, de la producción. En 1994 es homenajeado en el Festival de Cine Iberoamericano de Huelva.
Falleció el 8 de junio de 1977 en Barcelona.